# Les Pineaux
Les Pineaux é uma comuna francesa na região administrativa da Pays de la Loire, no departamento de Vendéia. Estende-se por uma área de 17,44 km². Em 2010 a comuna tinha 654 habitantes (densidade: 37,5 hab./km²).